# Principal Galaxies Catalogue
Il Principal Galaxies Catalogue (abbreviato PGC) meglio noto anche con il nome di Catalogue of Principal Galaxies è un catalogo astronomico di galassie creato e gestito dall'Osservatorio astronomico di Lione.

## Il catalogo originale
Il catalogo originale fu pubblicato nel 1989 e raccoglie le coordinate equatoriali al 1950 e al 2000 e l'identificazione di 73 197 galassie. 40 932 coordinate hanno una deviazione standard inferiore ai 10'. Sono inoltre catalogati 131 601 nomi dai 38 più comuni cataloghi astronomici. PGC raggruppa per ogni galassia i valori medi disponibili in letteratura di varie grandezze:
- 49 102 descrizioni morfologiche;
- 52 954 misure della posizione degli assi maggiore e minore apparenti;
- 67 116 magnitudini apparenti;
- 20 046 misure di velocità radiale;
- 24 361 angoli di posizione.

Questo catalogo servì da struttura di partenza per il database di sorgenti extragalattiche Lyon-Meudon extragalactic database (LEDA) e porta il numero di riferimento VII/119 nell'archivio dei cataloghi astronomici mantenuto dal Centre de données astronomiques de Strasbourg (VizieR).

## Il catalogo odierno
Il catalogo PGC originale del 1989 è diventato obsoleto dopo la pubblicazione nel 2003 del catalogo PGC2003, parte integrante del progetto HyperLeda, evoluzione di LEDA. PGC2003 raggruppa 983 261 galassie entro la magnitudine B inferiore a circa 18 e porta il numero di riferimento VII/237 nell'archivio dei cataloghi astronomici VizieR.